# Mario Tessuto
Mario Tessuto, all'anagrafe Mario Buongiovanni (Pignataro Maggiore, 7 settembre 1943 – Vigevano, 5 dicembre 2024), è stato un cantante italiano.

## Biografia
Nato in provincia di Caserta, figlio di una coppia di operai, si trasferì con la famiglia a Milano, dove terminò gli studi di ragioneria e aprì un salone da barbiere.
Appassionato di musica, grazie all'amicizia con Livio Macchia, cantante e chitarrista dei Camaleonti, incominciò ad esibirsi dal vivo e venne notato da Miki Del Prete, collaboratore di Adriano Celentano, che gli propose un contratto con l'etichetta del "molleggiato", il Clan Celentano.
Cambiò il proprio cognome scegliendo il nome d'arte di Mario Tessuto, ma durante la durata del contratto non incise nessun disco; passò allora prima alla Jaguar Records (portatovi da Ricky Gianco, conosciuto al Clan) e poi alla CGD, con cui riuscì a partecipare al Cantagiro 1966 con Teen agers concerto; incise anche una cover di Love me, please love me di Michel Polnareff. Il complesso che accompagnò in tante esibizioni Mario Tessuto era "Mario Tessuto e i Suoi Filati".
Tessuto incominciò a farsi notare soprattutto con il ritorno alla stessa manifestazione due anni dopo: al Cantagiro 1968 presentò Ho scritto fine, brano scritto da Don Backy, che venne anche eseguito durante la trasmissione televisiva Settevoci.
Il grande successo arrivò nel 1969 con Lisa dagli occhi blu, canzone scritta da Giancarlo Bigazzi e composta da Claudio Cavallaro. Il brano, secondo classificato a Un disco per l'estate, a Saint-Vincent, diventò in breve tempo una delle hit dell'anno, oltre che uno dei brani simbolo degli anni sessanta, e da essa venne anche tratto un omonimo musicarello, diretto da Bruno Corbucci; rimase in classifica tra i primi dieci per quindici settimane, restando al primo posto due settimane dal 16 al 23 luglio e ritornandoci per altre quattro settimane dal 20 agosto al 10 settembre.

Mario Tessuto con il complesso "Mario Tessuto e i Suoi Filati"

Nello stesso anno venne anche pubblicata Nasino in su, scritta sempre da Bigazzi e Cavallaro che, pur entrando in hit parade, non ripeté il boom del 45 giri precedente, così come Blu notte blu, scritta da Mogol per il testo e da Mario Lavezzi per la musica; venne comunque anche pubblicato un album.
L'anno successivo partecipò al Festival di Sanremo, in coppia con Orietta Berti, presentando Tipitipitì, con poca fortuna.  Nel 1970, Lucio Battisti, dopo aver effettuato il viaggio a cavallo da Milano a Roma insieme a Mogol, sonorizzò il filmato delle riprese nello studio casalingo di Tessuto.
Nel 1971 con la canzone Se torna lei fu di nuovo in gara a Un disco per l'estate, manifestazione che lo vedrà ai nastri di partenza anche nel 1972 con Un attimo del giorno, e nel 1973 con Giovane amore, ma soltanto in quest'ultimo caso riuscirà a superare la fase eliminatoria del concorso e a partecipare così alle semifinali di Saint-Vincent.
Nel 1975 incise la cover in italiano del successo di Eric Carmen All by Myself, Rivoglio lei (con il testo scritto da Cristiano Minellono).
Nel corso degli anni settanta si dedicò all'attività di autore per altri interpreti: nel 1976 scrisse per Loredana Bertè Meglio libera (in collaborazione con Daniele Pace e Oscar Avogadro per il testo e con Umberto Napolitano per la musica) e nel 1984 Utopia per Pascal.
Il 25 settembre 2013 partecipò al concerto per festeggiare i cinquant'anni di carriera di Gian Pieretti, che si tenne all'Auditorium di Mortara (comune di residenza del cantautore) un concerto nel quale intervennero molti musicisti tra cui Viola Valentino, Ricky Gianco, Marco Bonino, Ivan Cattaneo, Paki Canzi, Donatello, i Camaleonti ed Elisabetta Viviani, oltre allo stesso Pieretti.
Nel 2019 Mario Tessuto pubblicò, in duo con la moglie Donatella, l'album Una storia senza tempo, per la storica etichetta milanese SAAR Records. Il CD contiene 12 brani arrangiati da Gerardo Tarallo che, nel 2000, aveva già realizzato per Mario l'album Napoli... paese mio. Prodotto da Roby Matano, Carlo Fontana e dallo stesso Tarallo, il CD uscì il 21 giugno.
Partecipò a una puntata del gioco Soliti ignoti - Identità nascoste di Rai 1, nel quale doveva essere riconosciuto tra altre sette identità.
Mario Tessuto continuò l'attività concertistica fino al 2021, incidendo brani in collaborazione con Donatella ed esibendosi soprattutto nei mesi estivi con le sue canzoni. In seguito si ritirò a vita privata per dedicarsi esclusivamente alla famiglia e alle passioni personali, tra cui la cucina e il giardinaggio.
Sofferente da tempo di problemi cardiaci, morì a Vigevano il 5 dicembre 2024 all'età di 81 anni. Dopo quattro giorni si svolsero i funerali nella chiesa di San Giorgio ad Albairate.

## Vita privata
Dal matrimonio nacquero due figli: un maschio, Giancarlo, e una femmina, Sabrina.

## Discografia

### Album
- 1969 – Lisa dagli occhi blu (CGD-Serie Smeraldo, POP 76)
- 1981 – Un Tessuto di classe (FI-Team, PSE 1-1011)
- 1985 – Mario Tessuto (CGD-MusicA,  LSM 1162)
- 1985 – Riempimi di sogni (con Donatella) (Durium, MSAI 77448)
- 19.. – Sole sulle viole (FREMUS/DURIUM, FLP 1183)
- 1986 – Lisa dagli occhi blu (con Donatella) (Vedette Records, VRLP 711)

### CD
- 199.. – Lisa dagli occhi blu (con Donatella) (D.V. More Record, CDDV 2046)
- 1996 – Il meglio (D.V. More Record – CDDV 6038)
- 1996 – Lisa dagli occhi blu (Super Music, MOCD 6054)
- 2000 – Napoli... paese mio (Duck Record, DGCD 319)
- 2001 – I miei più grandi successi (ITWHY, FCD 2147)
- 2006 – Le più belle canzoni di Mario Tessuto (Warner, 5051011-2932-2-1)
- 2016 – Playlist (Rhino Records, 5054197095221)
- 2019 – Una storia senza tempo (con Donatella) (SAAR Records, 8004883940219)

### Singoli
- 1965 – Non mi lasciare/Verrò
- 1966 – Love Me Please Love Me/Che sbaglio fai
- 1966 – Teen-Agers Concerto/Per cento volte
- 1967 – Ho scritto fine/Se non fosse perché ti amo
- 1967 – Io lavoro per te/Rosemarie
- 1968 – Un uomo solo/Momento d'amore
- 1969 – Lisa dagli occhi blu/Mi si ferma il cuore
- 1969 – Nasino in su/Dormi dormi
- 1970 – Concerto per un fiore/Confesserò
- 1970 – Tipitipitipiti/L'ultima ora d'amore
- 1970 – Blu notte blu/La balera
- 1971 – Se torna lei/Innamorata di me
- 1972 – Un attimo del giorno/Paesi, volti e immagini
- 1973 – Giovane amore/Fiumi di rose rosse
- 1975 – Rivoglio lei/Se spegni la luce
- 1976 – Dolce angelo d’amore/Il vento e la pazzia
- 1978 – Sì o sì/Testa o croce
- 1981 – Sei tu l’amore/Ma che novità
- 1982 – Chi mi manca sei tu/Noi due
- 1984 – Un briciolo di noi/L'infinito (come "Donatella e Mario Tessuto")
- 1985 – Riempimi di sogni/Stretti stretti

## Filmografia
- Lisa dagli occhi blu, regia di Bruno Corbucci (1969)
- Fatti di gente perbene, regia di Mauro Bolognini (1974)
- L'immoralità, regia di Massimo Pirri (1978)

## Riconoscimenti
- Premio "Beato Angelico" (15 novembre 2009)[7]
- Cavaliere dell'Ordine dei Cavalieri di Montevago (14 ottobre 2012)[8]